# ロケーションコーディネイト
ロケーションコーディネイト(英: Location Coordinate)とは、ロケーション撮影を行う為の情報提供や準備等、ロケーションに関する段取りを行うサービスを指す。

## 概要
ロケーションコーディネイトは、ロケーション撮影の候補地の選定・情報提供からロケハン、本番ロケの立ち会い等、ロケーションに関する様々な段取りや提案・アドバイスを行うサービスであり、この業務を行うスタッフを、ロケーションコーディネイターと呼ぶ。 ロケーションコーディネイターは、単独で携わる場合もあれば、業務によってはチーフコーディネイターやアシスタントを配しチームで携わる事もある。また、ロケーションスタッフやドライバーを派遣するロケーションサービスと組み合わせた、ロケーションコーディネイト・サービスとして行う場合も多い。海外ロケなどの場合、現地のプロダクションがこれに近いサービスを行うこともある。

## 業務内容
ロケーションコーディネイトで行う主な業務内容は、以下の通りである。
1. ロケーション撮影の候補地の調査・提案
2. ロケハン
3. ロケ候補地所有者への説明及び撮影協力のお願い
4. 各種許認可申請の代行
  - 道路使用許可
  - 文化財使用許可
  - その他各種許認可
5. 人材・スタッフの手配
  - エキストラ
  - 警備員
  - ヘアメイク・スタイリスト
  - 照明 他 撮影スタッフ
  - 翻訳者
  - 方言指導者
6. 撮影スケジュールの調整
  - 日程や地理条件、許可された撮影条件等を参照しながら、行動・移動計画を提案する。
7. ロケーション撮影への立会い
  - 撮影中に何らかの苦情が出た場合に対応するのもコーディネイターの業務範囲である。
8. ロケ地所有者へのお礼

その他、ロケ地データの整理・収集を日常から行う。

## 利用されている分野
- 雑誌取材
- 雑誌・新聞広告
- 映画撮影
- ドラマ撮影
- プロモーションビデオ撮影
- 情報番組
- コマーシャル撮影
- 水中・船舶撮影（特殊撮影）